# Wojciech Korzeniak
Wojciech Korzeniak (ur. 8 listopada 1972 w Wąbrzeźnie) – polski ksiądz katolicki, historyk, regionalista, animator kultury.
Ukończył studia teologiczne w Wyższym Seminarium Duchownym w Pelplinie w 1999 roku. W latach 2004–2008 ukończył studia doktoranckie na Uniwersytecie Kardynała Stefana Wyszyńskiego w Warszawie na Wydziale Teologicznym.
Oprócz pracy naukowej zajmuje się działaniami na rzecz sztuki i kultury. Był prezesem stowarzyszenia pod nazwą „Akademia Rozwoju Sztuki”, zrzeszenia mającego na celu propagowanie i pobudzanie inicjatyw promowania sztuki, kultury i dobroczynności. Od 2005 do 2009 pracował w charakterze opiekuna młodzieżowej grupy teatralnej „Bohema” w Świeciu. W Świeciu był pomysłodawcą utworzenia Maltańskiej Służby Medycznej. 
Od 2009 do 2014 pracował z grupą artystyczną „Teatr Mistero” i chórem „Juventus” w Tczewie. Zajmował się również organizacją życia kulturalnego z uwzględnieniem koncertów artystów, takich, jak: Alicja Majewska, Włodzimierz Korcz w 2001; Jacek Wójcicki, Anna Szałapak, Konrad Mastyło w 2002, 2007; Hanka Bielicka w 2002 oraz Eleni w 2008. Do większych imprez masowych, które zorganizował, należały także: Konkurs Pieśni Patriotycznej i Religijnej w 2001 w Sierakowicach, Festyn św. Marcina w Sierakowicach w latach 2000–2001, koncert kolęd z udziałem regionalnych chórów, zespołów i solistów w Świeciu w 2009. W 2001 współtworzył „Kaszubską Klekę”.
W 2001 za swoją działalność animatorską w dziedzinie kultury został nagrodzony Perłą Kaszub. Była to nagroda specjalna w kategorii: ambasador kultury. Za pracę badawczą i popularyzację twórczości ks. J. St. Pasierba otrzymał wyróżnienie Fundacji im. J. St. Pasierba w Warszawie w 2010. W latach 2013 ukończył Studium Terapii Rodzin Dolnośląskiego Centrum Psychoterapii z siedzibą we Wrocławiu. Celem tych studiów podyplomowych było poszerzenie wiedzy w zakresie systemowego rozumienia rodziny i nabycie umiejętności metod diagnozy i terapii rodzin.
W latach 2009–2014 służył w parafii Podwyższenia Krzyża Świętego w Tczewie i był katechetą w Zespole Szkół Katolickich im. Świętej Jadwigi Królowej w Tczewie.
Zgodnie z dekretem biskupa pelplińskiego Ryszarda Kasyny z 30 czerwca 2014 został mianowany wikariuszem w parafii pw. Jezusa Chrystusa Króla Wszechświata w Starogardzie Gdańskim oraz asystentem kościelnym Publicznego Katolickiego Gimnazjum oraz Katolickiej Szkoły Podstawowej im. ks. Jana Twardowskiego w Starogardzie Gdańskim. 17 lipca 2016 został mianowany proboszczem parafii pw. Matki Bożej Nieustającej Pomocy w Żalnie. Od 2021 jest proboszczem parafii Jezusa Chrystusa Króla Wszechświata w Starogardzie Gdańskim.

## Publikacje
- 1997: Czasy świetności, Bernardinum, ISBN 83-86491-70-1
- 1999: Czasy rozkwitu, Bernardinum, ISBN 83-87668-42-7
- 2008: Czasy potęgi, Bernardinum
- 2009: Wychowawcza funkcja kultury wg ks. Janusza Pasierba, Bernardinum, ISBN 978-83-7380-768-6
- 2010: Radzyń Chełmiński: czas jubileuszu, Bernardinum, ISBN 978-83-7380-856-0
- 2011: Wychowanie religijne w kulturze, poprzez kulturę i dla kultury, Bernardinum, ISBN 978-83-7380-941-3
- 2011: Wybrać autorytet, Bernardinum, ISBN 978-83-62994-64-9
- 2012: Zacząć od dialogu, Bernardinum, ISBN 978-83-7823-033-5
- 2012: Ćwiczenie dobrej śmierci, Bernardinum, ISBN 978-83-7823-076-2